# Leapmotor
Zhejiang Leapmotor Technology Co, Ltd, торгує як Leapmotor ― китайський стартап-виробник автомобілів зі штаб-квартирою в Ханчжоу, Китай, що спеціалізується на розробці електромобілів. 
Компанія була заснована у 2015 році, а свої перші автомобілі продала у 2019 році. У 2023 році Stellantis придбала 20% акцій Leapmotor і планує продавати автомобілі Leapmotor в Європі.

## Історія

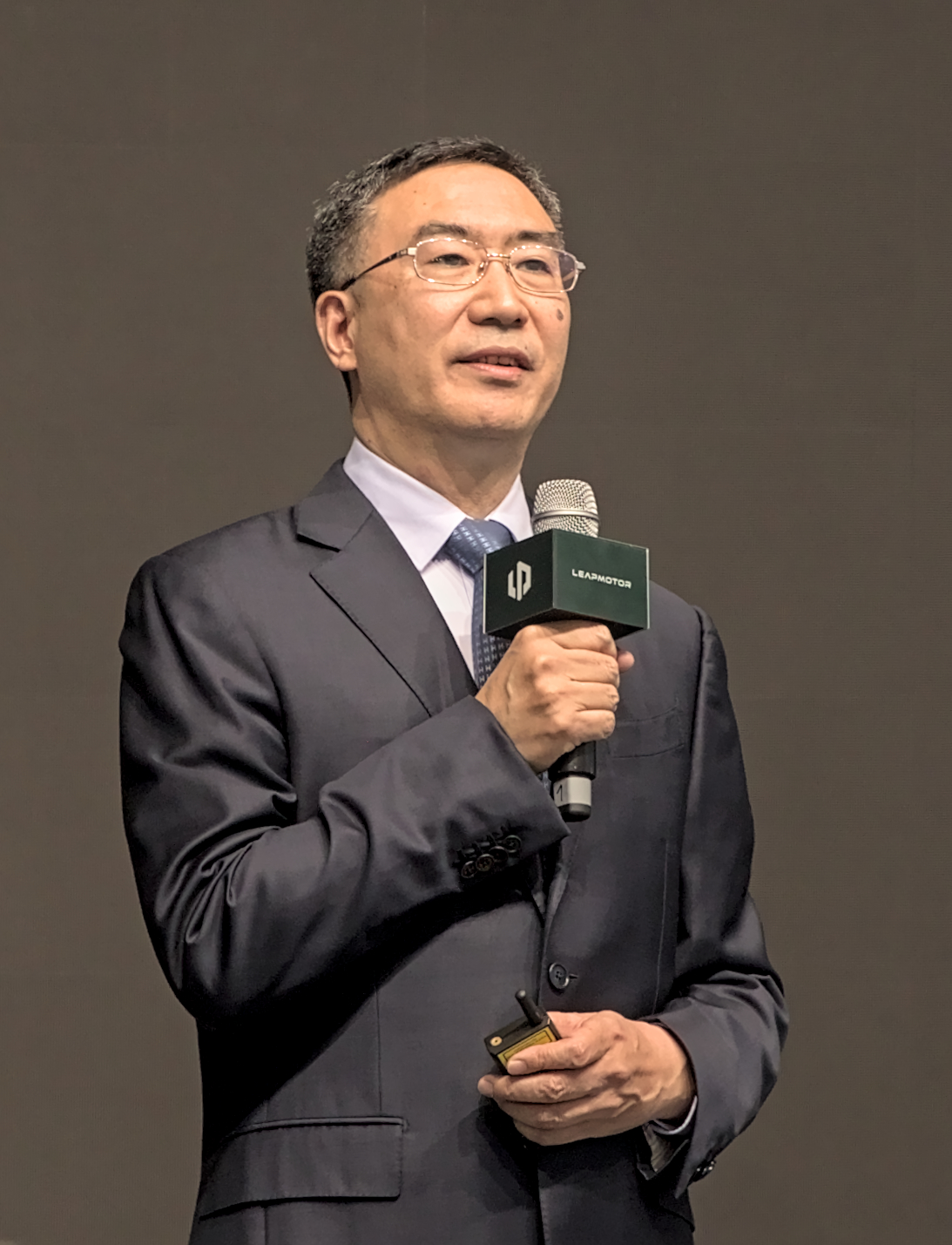
Чжу Цзянмін в 2023 році

У грудні 2015 року Dahua Technology разом з контрольним акціонером Фу Ліканом і директором Чжу Цзянміном заснували компанію Zhejiang Leapmotor Technology Co., Ltd. Варто зазначити, що Фу Лікань і Чжу Цзянмін також є співзасновниками Dahua Technology. У березні 2017 року бренд Leapmotor був офіційно запущений.
У листопаді 2017 року Leapmotor випустив свій перший продукт, Leapmotor S01. 13 червня 2018 року на виставці CES Asia компанія Leapmotor оголосила, що перший вітчизняний чіп штучного інтелекту (ШІ), який отримав назву «Lingxin 01», вступив у фазу перевірки інтеграції. Чіп ШІ був спільно розроблений Leapmotor і Zhejiang Dahua Technology Co., Ltd (Dahua Technology), і, як очікується, буде протестований на транспортних засобах у другому кварталі 2019 року. Lingxin 01 призначений для автономних транспортних засобів і має можливість глибокого навчання та провідну обчислювальну потужність. Компанія вертикально інтегрує високомаржинальні компоненти, розробляючи та створюючи власні компоненти, такі як електричні тягові двигуни, центральний процесор автомобіля та світлодіодне освітлення.

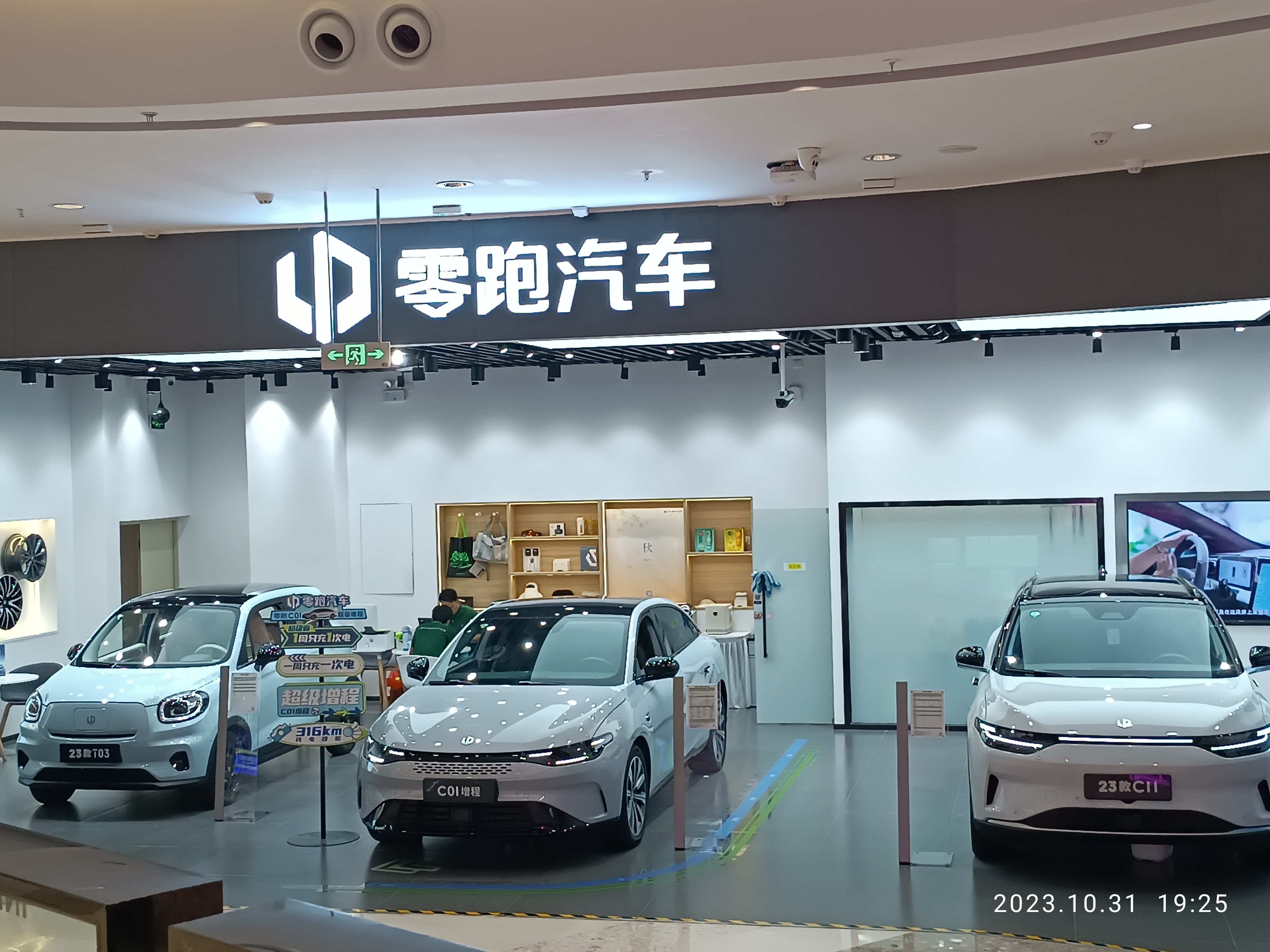
Автосалон Leapmotor в Шеньчжені

У жовтні 2018 року Leapmotor оголосив про плани випустити 3 нові моделі протягом 2018-2021 років, включаючи S01, T03 і C11, засновані на платформі S, T і C відповідно.

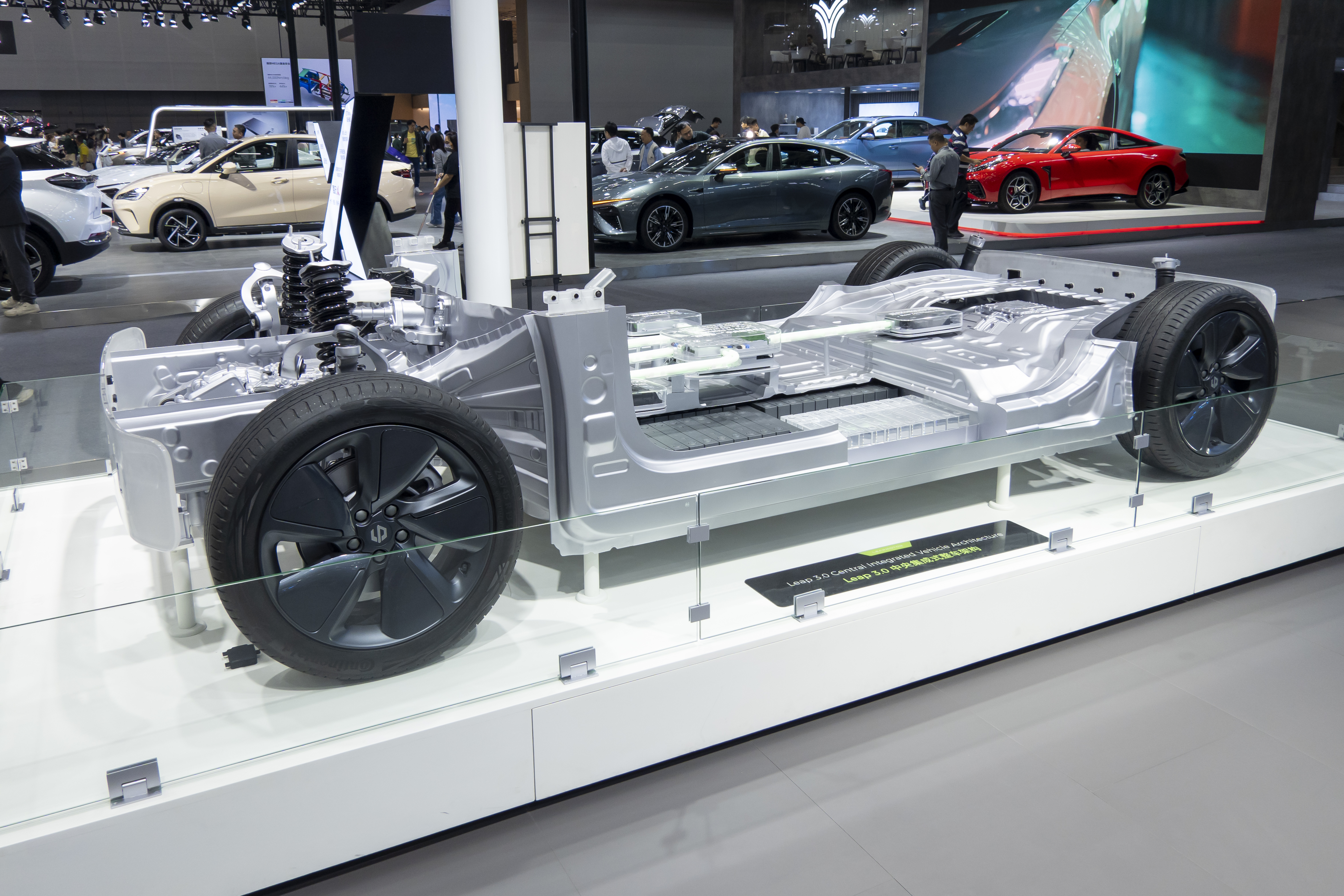
Платформа Leap 3.0 Architecture, представлена на Auto Guangzhou 2023

У червні 2019 року перший продукт, електричне 2-дверне купе Leapmotor S01, виходить на китайський ринок. Прототип був показаний на автосалоні в Гуанчжоу у 2017 році. На той час компанія залучила 380 мільйонів юанів капіталу і розпочала будівництво заводу. S01 спочатку був показаний як купе LP-S01 на початку 2018 р. Перші поставки S01 відбулися в червні 2019 р.
У травні 2020 року Leapmotor та державний китайський автовиробник FAW уклали стратегічне партнерство для спільної розробки інтелектуальних моделей електромобілів. Угода також передбачає спільну співпрацю в галузі досліджень і розробок, виготовлення, виробництва та застосування основних частин інтелектуальних електромобілів, а також подальші дослідження з розробки ключових базових технологій та інноваційних виробничих заходів.
11 травня 2020 року компанія Leapmotor офіційно представила свій другий серійний електромобіль - міський електромобіль Leapmotor T03. Всього було випущено 3 моделі, ціновий діапазон після субсидування становить 65 800-75 800 юанів (~9 280 доларів США - 10 691 долар США). Leapmotor T03 оснащений акумуляторною батареєю ємністю 36,5 кВт-год і має запас ходу за стандартом NEDC 403 км.
У листопаді 2020 року компанія Leapmotor офіційно представила третій серійний електромобіль - електричний кросовер Leapmotor C11, створений на основі концепту C-More 2019 року. C11 приводиться в рух двома електродвигунами загальною потужністю 400 кВт (536 к.с.) та обертовим моментом 720 Н⋅м. Запас ходу Leapmotor C11 становить близько 600 км.
У серпні 2023 року FAW-VW, одне з китайських спільних підприємств Volkswagen Group, розпочало переговори з Leapmotor щодо потенційного придбання платформи для виробництва нових електромобілів під брендом Jetta, спеціально адаптованих для китайського ринку.

### Розширення та співпраця зі Stellantis
У жовтні 2023 року компанія Stellantis висловила свою зацікавленість у Leapmotor, придбавши 20% акцій вартістю приблизно 1,5 мільярда євро. Це стратегічне партнерство призвело до створення Leapmotor International, спільного підприємства у співвідношенні 51:49, яке сприятиме дистрибуції та виробництву автомобілів Leapmotor на світових ринках за межами Китаю, тим самим підтримуючи плани розширення компанії, зокрема в Європі. Оголошення було зроблено під час європейської прем'єри на виставці IAA Mobility 2023 у вересні, де було представлено перший глобальний продукт - великий позашляховик Leapmotor C10.
У лютому 2024 року агентство Reuters повідомило, що Stellantis вивчає можливість виробництва моделі Leapmotor на італійському заводі в Мірафьорі, Турин. Однак через місяць було вирішено, що міський автомобіль Leapmotor T03 збиратимуть на польському заводі FCA в Тихах.
У травні 2024 року Leapmotor і Stellantis Group спільно оголосили про створення Leapmotor International у співвідношенні 51:49, контрольованої Stellantis Group. Спільне підприємство має ексклюзивне право на експорт, продаж та виробництво автомобілів Leapmotor на світовому ринку за межами Китаю. З вересня 2024 року воно почне продажі в Європі, охоплюючи Бельгію, Францію, Італію, Німеччину, Грецію, Нідерланди, Румунію, Іспанію, Португалію та інші країни. Починаючи з четвертого кварталу 2024 року, Leapmotor International вийде на ринки Індії та Азіатсько-Тихоокеанського регіону, Близького Сходу та Африки (Туреччина, Ізраїль, французькі заморські території) і Південної Америки (Бразилія, Чилі). Шість нових моделей будуть представлені, починаючи з 2025 року, причому першими будуть запущені T03 і C10. У наступні три роки Leapmotor International випускатиме щонайменше одну нову модель щороку.
У листопаді повідомляється, що Leapmotor International і Stellantis скасували план виробництва моделі B10 в Польщі і вирішили перенести її виробництво до Словаччини та Німеччини.

## Автомобілі

### Актуальні моделі
| Фото | Назва | Дата представлення (календарний рік) |
| ---- | ----- | ------------------------------------ |
|      | T03   | Березень 2020                        |
|      | B10   | Жовтень 2024                         |
|      | C11   | Грудень 2020                         |
|      | C01   | Травень 2022                         |
|      | C10   | Вересень 2023                        |
|      | C16   | Квітень 2024                         |
|      | B01   | Квітень 2025                         |

### Зняті з виробництва моделі
| Фото | Назва | Дата представлення (календарний рік) | Знятий з виробництва |
| ---- | ----- | ------------------------------------ | -------------------- |
|      | S01   | Червень 2019                         | 2021                 |

### Концептуальні автомобілі
| Фото | Назва  | Дата представлення (календарний рік) |
| ---- | ------ | ------------------------------------ |
|      | C-More | Квітень 2019                         |